# サイモン・ウィットロック

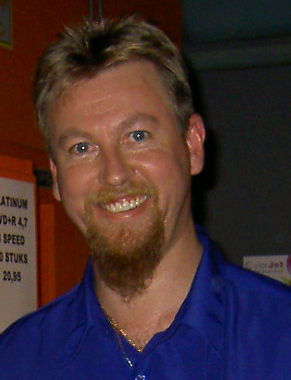
サイモン・ウィットロック

サイモン・ウィットロック（Simon Whitlock "The Wizard of Oz", 1969年3月3日 - ）は、オーストラリアのダーツプレイヤーである。
右投げ。
シドニー出身。
現在、プロフェッショナル・ダーツ・コーポレイション (PDC) で活躍している。
一時期ライバル団体のブリティッシュ・ダーツ・オーガナイゼイション (BDO) でプレイしていたこともある。
彼の入場曲は、メン・アット・ワークのダウン・アンダー。
彼の今日までにおける最も輝かしい業績は、BDOからの移籍に見事成功し、2010年のPDC ワールド・ダーツ・チャンピオンシップで、フィル・テイラーに続き、準優勝したことである。
フィル・テイラーと同じく170のハイエスト・チェックアウトの分を含むこのトーナメントの賞金は、彼をオーストラリアから、イギリスへの移住と、PDCツアーで戦うことを可能にしてくれるだろうと、彼は述べていた。
彼の敗北によって、今までにただ1人、彼をBDOとPDCの両ワールド・チャンピオンシップの決勝戦に到達したにもかかわらず、チャンピオンになったことのない初めてのプレイヤーにもなっている。

## 初期
彼は、2003年のPDC ワールド・ダーツ・チャンピオンシップにおいて、ベスト16まで、そして2005年のBDO ワールド・ダーツ・チャンピオンシップにおいて、0-5でマーティン・アダムズに負けてしまったものの準決勝まで、それぞれ到達した。他のイベントでは、2005年と2006年のインターナショナル・ダーツ・リーグの準決勝まで勝ち残っている (順に、マーヴィン・キングとレイモンド・ファン・バルネフェルトに敗戦) 。
2007年、PDCはオーストラリアン・グランプリ (AGP) を開催。
これは、ウィットロックの祖国における一連のトーナメントであり、"The Wizard"は、初めの2つのイベントを優勝した。
AGPの最終的な優勝者は、2008年のPDC ワールド・ダーツ・チャンピオンシップの自動的な予選通過権を得られることになっていたが、ウィットロックは、ワールド・ダーツ・フェデレイション (WDF) 及びBDOプレイヤーのままで、BDO ワールド・チャンピオンシップで戦うことを選ぶ。
ウィットロックは、エドウィン・マックス、ファビアン・ローゼンブラント、そして、準決勝で前ワールド・チャンピオンであったテッド・ハンキー（彼は、翌年再びワールド・チャンピオンとなる）を5-0で打ち破っていくという、絶好調ぶりをみせていた。それから、カンブリアのブライアン・ウッズに勝利し、2008年のBDO ワールド・ダーツ・チャンピオンシップの決勝に駒を進めた。そこで彼は、5-7でナンバー1・シードだったマーク・ウェブスターに敗れる。
ウィットロックは、2009年のBDO ワールド・ダーツ・チャンピオンシップにナンバー12・シードとして参戦し、第1ラウンドでマーク・バーロリーを打ち破ったが、第2ラウンドでダリル・フィットンに負けた。

## 再びPDCへ
何週間にもわたる熟考の後、ウィットロックは2009年3月19日にPDCに戻ることを決めた。彼は、AGPサーキットでプレイし始め、8つのトーナメントで優勝した。
彼は、ラスベガス・デザート・クラシックの参加資格を得るが、テレビ放映された舞台の第1ラウンドで、テリー・ジェンキンスに負けてしまう。
2009年のグランド・スラム・オヴ・ダーツでは、グループ・ステージを、テッド・ハンキー、ウェイン・マードル、スコット・ウェイツの3人全てに勝利し、上手く通過できた。
ラスト16では、1996年のBDO ワールド・チャンピオンであるスティーブ・ビートンを9-1で打ち負かすが、結局この大会の準優勝者となるスコット・ウェイツに負けてしまう。
2010年のPDC ワールド・チャンピオンシップにおいて、ウィットロックは、コリン・オズボーンを3-1、ウェイン・ジョーンズを4-0、そしてテリー・ジェンキンスを4-2で、それぞれ打ち破り、最高の対決の中ジェームズ・ウェイドを、5-3で打破した。
準決勝は、レイモンド・ファン・バルネフェルトとの対戦となり、2-4まで負けていたものの、最終的に6-5と逆転勝利する。
そして、フィル・テイラー相手の決勝戦では、最初のセットを落とし、続く2セットをこのトーナメントで彼の2度目の170チェックアウトを含む形で取得した。
しかし、テイラーも後にこの対戦中、彼の2度目の170チェックアウトを達成し、続けて7-3でウィットロックに勝利した。
この時の活躍のおかげで、ウィットロックはWinmauとスポンサーシップの契約を交わすことができた。
1月4日、サイモン・ウィットロックは、2010 PDC ワールド・ダーツ・チャンピオンシップの活躍により、2010年の2010 プレミア・リーグ・ダーツに参加することになるとアナウンスされた。
サイモンは、レイモンド・ファン・バルネフェルト（2回）、エイドリアン・ルイス、マーヴィン・キング（2回）、テリー・ジェンキンス、そしてジェームズ・ウェイドを打ち破った後、リーグ戦を2位で終え、準決勝に進む。
彼の疾走は、この対戦の後に準優勝となるジェームズ・ウェイドに6-8で敗北し、終わりを迎える。
ダーツにおけるウィットロックの特徴は、大きな数字からのフィニッシュとその正確さである。2010年の2010 プレミア・リーグ・ダーツでは、14週間、チェックアウトの成功率が、50%だった。

## 主な成績

### BDO世界選手権
- 優勝: 無し
- 準優勝: 1回 (2008)
- ベスト4: 1回 (2005)
- ベスト8: 無し

### ワールド・マスターズ
- 優勝: 無し
- 準優勝: 無し
- ベスト4: 無し
- ベスト8: 1回 (2007)

### インターナショナル・ダーツリーグ
- 優勝: 無し
- 準優勝: 無し
- ベスト4: 2回 (2005 – 06)
- ベスト8: 無し

### PDC世界選手権
- 優勝: 無し
- 準優勝: 1回 (2010)
- ベスト4: 2回 (2012, 14)
- ベスト8: 1回 (2013)

### ワールドマッチプレー
- 優勝: 無し
- 準優勝: 無し
- ベスト4: 2回 (2010, 14)
- ベスト8: 4回 (2011, 13, 18, 20)

### ワールドグランプリ
- 優勝: 無し
- 準優勝: 1回 (2017)
- ベスト4: 1回 (2020)
- ベスト8: 2回 (2013, 16)

### UKオープン
- 優勝: 無し
- 準優勝: 無し
- ベスト4: 無し
- ベスト8: 2回 (2017, 21)

### プレミア・リーグ・ダーツ
- 優勝: 無し
- 準優勝: 1回 (2012)
- ベスト4: 1回 (2010)
- ベスト8: 無し

### グランドスラム・オブ・ダーツ
- 優勝: 無し
- 準優勝: 無し
- ベスト4: 1回 (2020)
- ベスト8: 3回 (2008 – 09, 18)

### ヨーロピアン・チャンピオンシップ
- 優勝: 1回 (2012)
- 準優勝: 2回 (2013, 18)
- ベスト4: 1回 (2011)
- ベスト8: 1回 (2017)

### プレイヤーズ・チャンピオンシップ・ファイナルズ
- 優勝: 無し
- 準優勝: 無し
- ベスト4: 1回 (2012)
- ベスト8: 1回 (2015)

### マスターズ
- 優勝: 無し
- 準優勝: 無し
- ベスト4: 無し
- ベスト8: 2回 (2013, 22)

### 年度別成績
| 年   | BDO | BDO | PDC | PDC | PDC | PDC | PDC | PDC | PDC | PDC | PDC | PDC | PDC | 年度末順位 |
| 年   | WPC | WM  | WDC | WMP | WG  | LAS | UK  | PR  | GS  | EU  | CLD | PCF | WC  | 年度末順位 |
| ---- | --- | --- | --- | --- | --- | --- | --- | --- | --- | --- | --- | --- | --- | ---------- |
| 2003 | NJ  | NJ  | L16 | NJ  | NJ  | NJ  | NJ  | NH  | NH  | NH  | NH  | NH  | NH  | 70         |
| 2004 | NJ  | L64 | NJ  | NJ  | NJ  | NJ  | NJ  | NH  | NH  | NH  | NH  | NH  | NH  | -          |
| 2005 | SF  | NJ  | NJ  | NJ  | NJ  | NJ  | NJ  | NJ  | NH  | NH  | NH  | NH  | NH  | -          |
| 2006 | L16 | NJ  | NJ  | NJ  | NJ  | NJ  | NJ  | NJ  | NH  | NH  | NH  | NH  | NH  | -          |
| 2007 | L16 | QF  | NJ  | NJ  | NJ  | NJ  | NJ  | NJ  | NJ  | NH  | NH  | NH  | NH  | -          |
| 2008 | F   | L40 | NJ  | NJ  | NJ  | NJ  | NJ  | NJ  | QF  | NJ  | NJ  | NH  | NH  | -          |
| 2009 | L16 | NJ  | NJ  | NJ  | NJ  | L32 | NJ  | NJ  | QF  | NJ  | NJ  | NJ  | NH  | -          |
| 2010 | NJ  | NJ  | F   | SF  | L16 | NH  | L16 | SF  | GS  | L16 | SF  | NJ  | SF  | 4          |
| 2011 | NJ  | NJ  | L16 | QF  | L16 | NH  | L64 | GS  | NJ  | SF  | GS  | L16 | NH  | 6          |
| 2011 | NJ  | NJ  | L16 | QF  | L16 | NH  | L64 | GS  | NJ  | SF  | GS  | NJ  | NH  | 6          |
| 2012 | NJ  | NJ  | SF  | L32 | L32 | NH  | L16 | F   | GS  | W   | F   | SF  | F   | 4          |
| 2013 | NJ  | NJ  | QF  | QF  | QF  | NH  | L64 | GS  | L16 | F   | GS  | L32 | L16 | 3          |
| 2014 | NJ  | NJ  | SF  | SF  | L32 | NH  | L64 | GS  | GS  | L32 | NH  | L32 | SF  | 7          |
| 2015 | NJ  | NJ  | L64 | L16 | L16 | NH  | L64 | NJ  | NJ  | L16 | NH  | QF  | QF  | 17         |
| 2016 | NJ  | NJ  | L64 | L32 | QF  | NH  | L32 | NJ  | GS  | L32 | NH  | L32 | QF  | 16         |
| 2017 | NJ  | NJ  | L32 | L16 | F   | NH  | QF  | NJ  | GS  | QF  | NH  | L32 | L16 | 8          |
| 2018 | NJ  | NJ  | L32 | QF  | L32 | NH  | L64 | GS  | QF  | F   | NH  | L32 | SF  | 8          |
| 2019 | NJ  | NJ  | L64 | L16 | L32 | NH  | L16 | NJ  | NJ  | L16 | NH  | L32 | L16 | 14         |
| 2020 | NJ  | NJ  | L16 | QF  | SF  | NH  | L32 | NJ  | SF  | NJ  | NH  | L32 | QF  | 18         |
| 2021 | NH  | NJ  | L32 | NJ  | NJ  | NH  | QF  | NJ  | NJ  | L32 | NH  | L64 | QF  | 20         |
| 2022 | NH  | NJ  | L64 | NJ  | NJ  | NH  | L32 | NJ  | L16 | NJ  | NH  | L64 | W   | 38         |
| 2023 | NH  | NJ  | L64 | NJ  | NJ  | NH  | L64 | NJ  | NJ  | NJ  | NH  | L64 | QF  | 44         |
| 2024 | NH  | NJ  | L64 | NJ  | NJ  | NH  | L64 | NJ  | NJ  | NJ  | NH  | NJ  | L16 | 60         |
| 2025 | NH  | NJ  | NJ  | NJ  |     | NH  | NJ  | NJ  |     |     | NH  |     | QF  |            |

注: 表中のNHは不開催, NJは非参加, QFは準々決勝敗退, SFは準決勝敗退, Fは準優勝, Wは優勝, GSはグループステージ敗退を示す。トーナメント表記は以下の通りである。なお、年度末順位はPDCのものだけである。
WPC: BDOワールド・プロフェッショナル・ダーツ・チャンピオンシップス, WM: ワールド・マスターズ, WDC: PDCワールド・ダーツ・チャンピオンシップ, WMP: ワールド･マッチプレイ, WG: ワールド・グランプリ, LA: ラスベガス・デザート・クラシック, UK: UKオープン, PR: プレミア・リーグ・ダーツ, GS: グランド・スラム・オブ・ダーツ, EU: ヨーロピアン・チャンピオンシップ, CLD: チャンピオンシップ・リーグ・ダーツ, PCF: プレイヤーズ・チャンピオンシップ・ファイナルズ, WC: PDCワールド・カップ・オブ・ダーツ

## 世界選手権の結果

### BDO
- 2005年: 準決勝 (0 - 5 マーティン・アダムズに敗北)
- 2006年: 第2ラウンド (2 - 4 ポール・ハンヴィッジに敗北)
- 2007年: 第2ラウンド (3 - 4 ニールス・デ・ルイテルに敗北)
- 2008年: 準優勝 (5 - 7 マーク・ウェブスターに敗北)
- 2009年: 第2ラウンド (2 - 4 ダリル・フィットンに敗北)

### PDC
- 2003年: 第3ラウンド (3 - 5 リッチー・バーネットに敗北)
- 2010年: 準優勝 (3 - 7 フィル・テイラーに敗北)
- 2011年: 第3ラウンド (2 - 4 ヴィンセント・ファン・デル・フォールトに敗北)
- 2012年: 準決勝 (5 - 6 アンディ・ハミルトンに敗北)
- 2013年: 準々決勝 (1 - 5 レイモンド・ファン・バルネフェルトに敗北)
- 2014年: 準決勝 (2 - 6 ピーター・ライトに敗北)
- 2015年: 第1ラウンド (1 - 3 ダレン・ウェブスターに敗北)
- 2016年: 第1ラウンド (2 - 3 リッキー・エヴァンスに敗北)
- 2017年: 第2ラウンド (0 - 4 ダレン・ウェブスターに敗北)
- 2018年: 第2ラウンド (1 - 4 ダレン・ウェブスターに敗北)
- 2019年: 第2ラウンド (0 - 3 ライアン・ジョイスに敗北)
- 2020年: 第4ラウンド (2 - 4 ガーウィン・プライスに敗北)
- 2021年: 第3ラウンド (0 - 4 クリストフ・ラタイスキーに敗北)
- 2022年: 第2ラウンド (1 - 3 マーティン・クリアメーカーに敗北)
- 2023年: 第2ラウンド (2 - 3 ホセ・デ・ソーサに敗北)
- 2024年: 第2ラウンド (0 - 3 ゲイリー・アンダーソンに敗北)